# 2009년 동아시아 경기 대회
2009년 동아시아 경기 대회 또는 공식적인 명칭인 제5회 동아시아 경기 대회는 2009년 12월 5일부터 12월 13일까지 홍콩에서 개최된 국제 종합 스포츠 경기 대회이다. 동아시아 9개국 대표팀에 속한 총 2,377명의 선수들이 22개 종목, 262개 경기에 참가했다. 이 대회는 홍콩에서 개최된 대회 중 가장 규모가 큰 스포츠 행사였다.

## 조직

### 유치
2003년 홍콩, 중화 타이페이, 몽골은 제 5회 동아시아 경기 대회의 개최 후보도시 유치과정에 참가했다. 몽골은 이후 유치를 포기했다. 2003년 11월 3일 마카오에서 열린 모임에서 홍콩이 개최지로 선발되었다.
2004년 6월에는 홍콩 동아시아 경기 대회 준비 위원회가 구성되었다. 중국 홍콩 체육 협회 올림픽 위원회 회장인 티모시 폭이 위원회장을 맡았다.

### 비용
2006년 1월 13일, 홍콩 입법회는 대회를 위해 1억 2300만 HK$의 정부 지출을 통과시켰다. 대회 지출 총액은 2억 4000만 HK$로 추산되었다. 수익 총액 또한 정부 지원금 1억 2300억 HK$, 입장권 및 기념품 판매액 4300억 HK$, 스폰서 후원금 7400억 HK$를 포함해 지출 총액과 같은 2억 4000억 HK$인 것으로 추산되었다.

### 경기장
- 커우룽 공원 수영장: 수영, 다이빙
- 췡콴우 경기장: 육상, 보디빌딩, 사이클 (실내 사이클)
- 퀸 엘리자베스 체육관: 배드민턴, 탁구
- 홍콩 체육관: 농구, 배구
- 웨스턴 파크 스포츠 센터: 농구, 우슈 (투로, 산타)
- 홍콩 국제 무역 전시 센터: 볼링, 당구, 댄스 스포츠
- 콰이충 진 드링커스 베이: 사이클 (BMX)
- 신제의 도로: 사이클 (도로 경기)
- 홍콩 스타디움: 축구, 7인제 럭비
- 슈사이완 경기장: 축구
- 킹스파크 하키 경기장: 하키
- 쎅깁메이 공원 스포츠 센터: 유도, 태권도
- 샤틴 조정 센터: 조정
- 남중국 스포츠협회 홍콩 클럽하우스: 사격
- 홍콩 스쿼시 센터: 스쿼시
- 애버딘 테니스 스쿼시 센터: 스쿼시
- 홍콩 공원 스포츠 센터: 스쿼시
- 빅토리아 공원 테니스 센터: 테니스
- 라이치콕 공원 스포츠 센터: 역도
- 스탠리 메인 해수욕장 워터 스포츠 센터: 윈드서핑

### 엠블렘
마카오에서 개막한 2005년 동아시아 경기대회 동안 제 5회 동아시아 경기대회의 로고를 결정하는 공모전이 열렸다. 2005년 7월 11일, 클레멘트 익탓와 (Clement Yick Tat-wa)가 디자인한 불꽃놀이 모양의 엠블렘이 최종 선발되었다. 이 디자인은 올림픽기에 있는 다섯개의 오륜을 나타내며, 반짝이는 불꽃은 잠재력을 실현시키고 우수한 성과를 거두기 위해 노력하는 선수들의 힘을 상징한다.

### 표어
표어 공모전은 2006년 아시안 게임 동안 열렸으며 우승작은 "Be the Legend" (중국어 정체자: 創造傳奇一刻)였다. 자신의 잠재력에 도달하고 전설적인 승리를 이뤄내려는 선수들의 이상과 매우 알맞다는 점에서 선정되었다. 이 표어는 당시 중학생이었던 제서우주 (Choi Sau-chu, 蔡秀珠) 군이 제안한 것이었다. 대회곡은 《You are the Legend》 (중국어 정체자: 衝出世界)이다.

### 마스코트

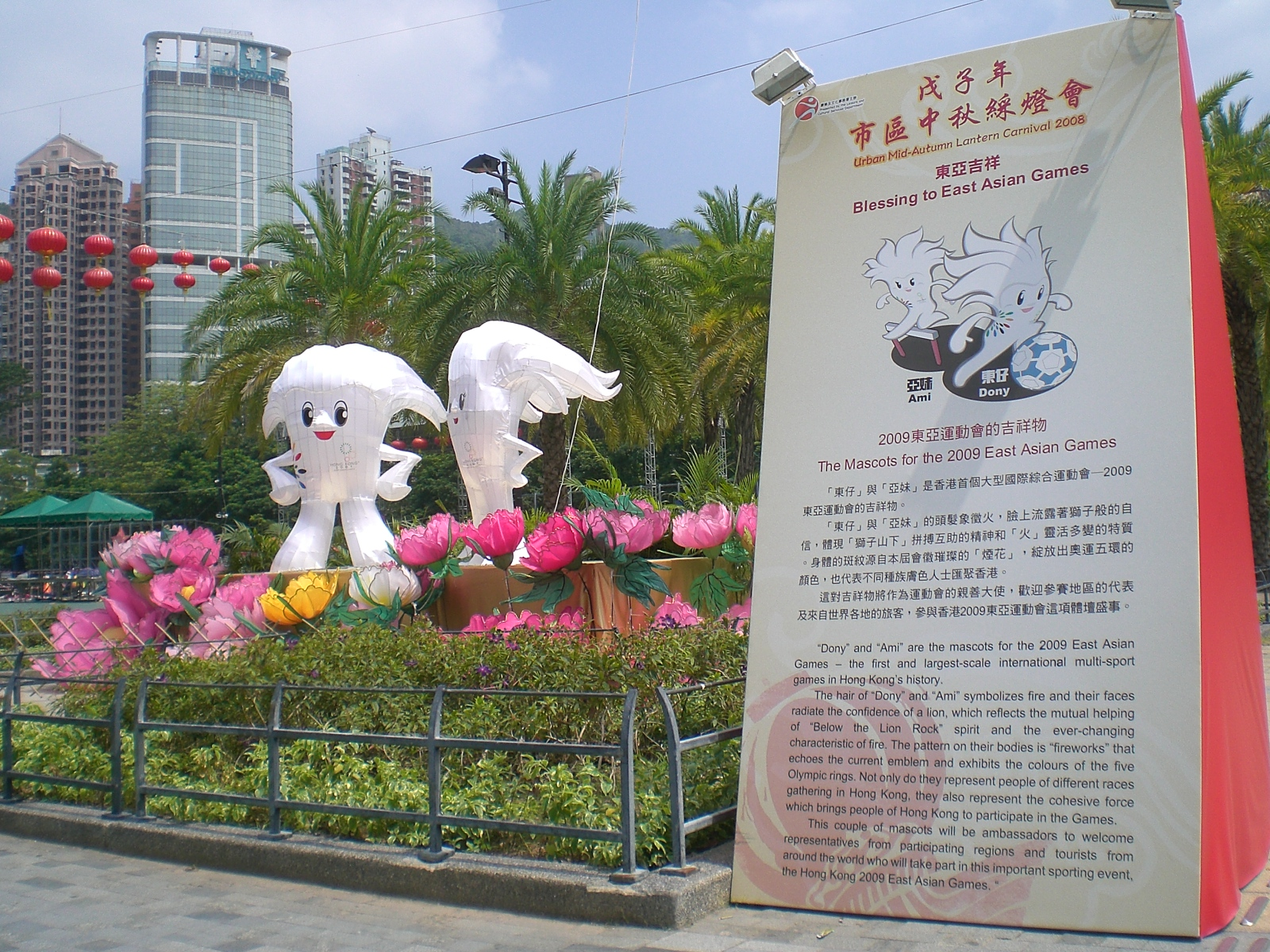
대회 마스코트

대회에서 사용된 두 마스코트는 "도니"(중국어 정체자: 東仔)와 "아미"(중국어 정체자: 亞妹)이다. 마스코트 디자인을 구상할 때 불과 사자가 바탕이 되었다. 불은 수많은 형태를 가지고 있고 빛과 열을 발하는데, 홍콩 사람들의 유연성을 상징한다. 사자는 힘과 신뢰의 상징이다. 홍콩 사람들은 라이언 록 아래에서 서로 간의 협력과 끊임없이 노력하는 정신을 길렀다.

### 우표
"하트워밍 스탬프 (Heartwarming Stamps)" 세트가 2009년 3월에 나왔고 또다른 세트는 8월부터 나올 예정이었다. 또한 대회 기념 우표는 대회 개막일인 12월 5일에 발매될 예정이었다.

## 카운트다운

### D-365
2009년 동아시아 경기 대회를 향한 1년간의 카운트다운은 2008년 12월 5일 홍콩문화센터에서 홍콩 행정장관 쩡인취안(도널드 창)이 특별 카운트다운 시계를 제막하면서 시작되었다. 이 기념식에는 동아시아 경기 대회 기획위원회장인 티모시 폭과 9개국 대표도 참석했다. 카운트다운 시계는 마스코트 '도니'에 바탕을 두었다. 또한 앨런 탐을 포함한 30명의 홍콩 가수들은 대회 주제곡인 《You are the Legend》의 광둥어판을 공연했다. 여기에는 홍콩 18구 구의회의 국회위원들도 참석했다. 카운트다운이 300일 남은 것을 기념해서는 24명의 운동 선수들이 앨런 탐 해큰 리 콘서트에 초대되어 주제곡을 불렀다.

### D-200
5월 13일 빅토리아 공원에서 꽃 전시회가 일반에게 공개되어 열렸다. 이 전시회는 주제를 가진 60,000송이의 꽃을 볼거리로 하여 10일 동안 계속되었다. 20개국에서 온 200여개 조직이 전시회에 참여했다. 5월 19일에는 카운트다운 200일을 기념하여 췡콴우 스포츠 경기장이 새롭게 개장했다. 홍콩경찰처, 홍콩 입경사무처, 홍콩 여가문화사무처, 홍콩소방처, 홍콩세관, 홍콩 과기대학, 시궁 구 스포츠 협회가 참가한 계주 경기가 치러졌다. 또한 용춤 및 사자춤 공연과 나무심기 행사, 치어리더 경연도 열렸다.

## 성화 봉송

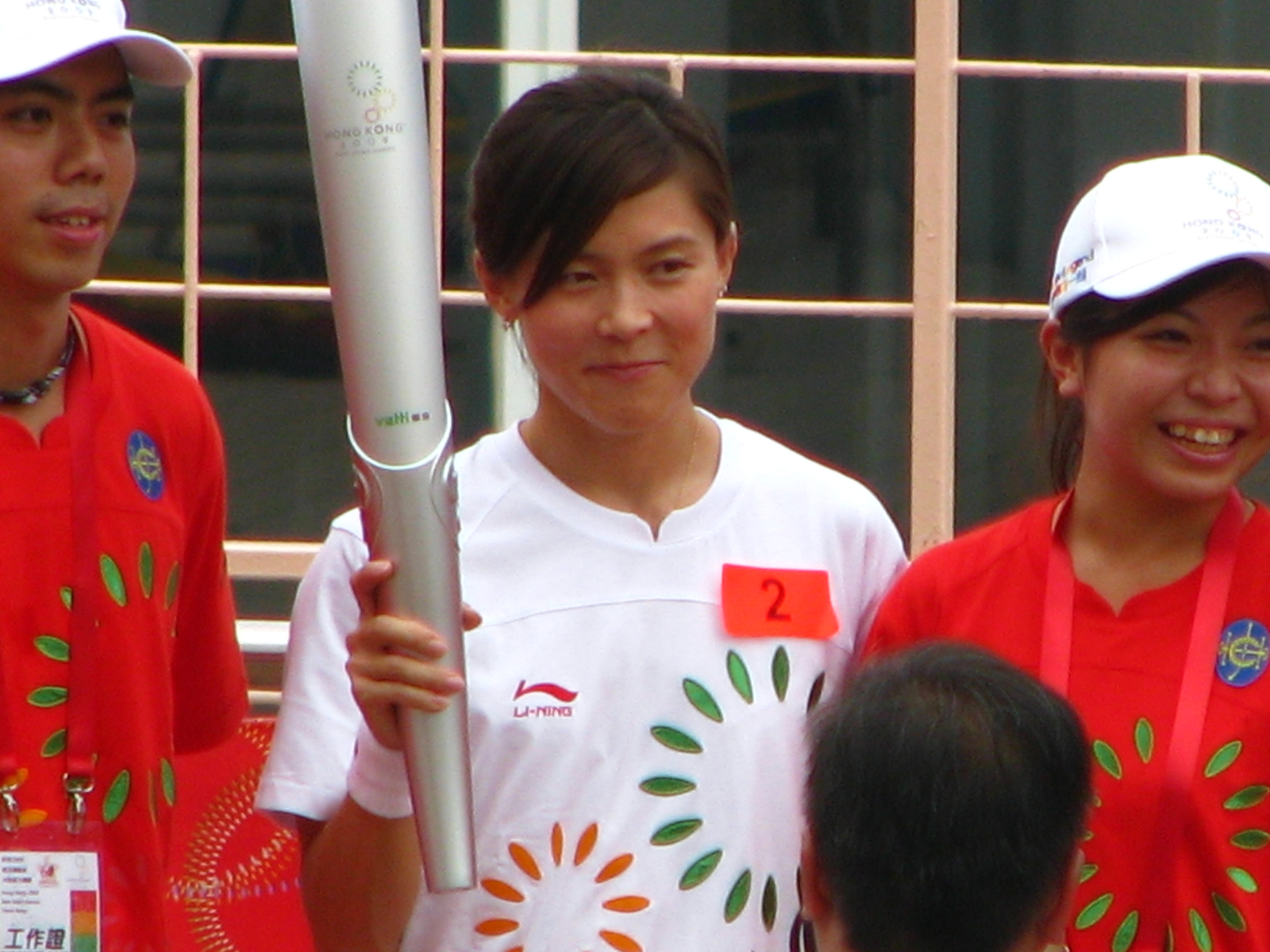
성화봉을 잡고있는 수영선수 셰리 재

8월 29일, 카운트다운 100일 행사의 일부로 성화 봉송이 열렸다. 이 봉송은 "동아시아 경기 대회로 가는 길을 밝히다"라는 주제를 가졌다. 성화봉은 윗면은 사각형, 아랫면은 원형인 구부러진 원통 모양이다. 이 성화봉은 2009년이 소의 해이기 때문에 소의 뿔을 닮았다. 성화봉송 주자들은 '행운의 구름' 모양을 형성하여 음양 사상이 두드러지도록 만들었다. 또한 이것은 홍콩이 중국 문화와 서양 문화가 만나는 곳이라는 메시지를 전달한다.

## 일정
2009년 동아시아 경기 대회의 일정을 나타낸 아래의 달력에서 각각의 파란색 상자는 그 날에 치러지는 예선 경기를 나타내고, 노란색 상자는 그 종목의 순위 결정전이 치러지는 날들을 나타낸다.
|  | 예선 |  | 결선 |

| 2009년 12월 | 2일 | 3일 | 4일 | 5일 | 6일 | 7일 | 8일 | 9일 | 10일 | 11일 | 12일 | 13일 | 금메달 수 |
| ----------- | --- | --- | --- | --- | --- | --- | --- | --- | ---- | ---- | ---- | ---- | --------- |
| 개폐회식    |     |     |     | ●   |     |     |     |     |      |      |      | ●    |           |
| 육상        |     |     |     |     |     |     |     |     | 10   | 11   | 12   | 13   | 46        |
| 배드민턴    |     |     |     |     |     |     |     |     | 1    | 1    |      | 5    | 7         |
| 농구        |     |     |     |     |     |     |     |     |      | 2    |      |      | 2         |
| 볼링        |     |     |     |     |     | 2   | 2   |     | 4    | 2    | 2    |      | 12        |
| 당구        |     |     |     | 3   | 3   | 2   |     |     |      |      |      |      | 8         |
| 사이클      |     |     |     | 2   | 2   | 3   |     |     | 2    |      | 1    |      | 10        |
| 댄스스포츠  |     |     |     |     | 12  |     |     |     |      |      |      |      | 12        |
| 다이빙      |     |     |     |     |     |     |     |     |      | 3    | 3    | 4    | 10        |
| 축구        |     |     |     |     |     |     |     |     |      |      | 1    |      | 1         |
| 하키        |     |     |     |     |     |     |     |     |      |      | 1    | 1    | 2         |
| 유도        |     |     |     |     |     |     |     |     |      |      | 10   | 8    | 18        |
| 조정        |     |     |     |     |     |     |     |     |      | 6    | 7    |      | 13        |
| 럭비        |     |     |     |     | 2   |     |     |     |      |      |      |      | 2         |
| 사격        |     |     |     | 1   | 1   | 1   | 1   |     |      |      |      |      | 4         |
| 스쿼시      |     |     |     |     | 2   |     |     | 2   |      |      | 3    |      | 7         |
| 수영        |     |     |     |     | 8   | 8   | 8   | 8   | 8    |      |      |      | 40        |
| 탁구        |     |     |     |     | 2   | 5   |     |     |      |      |      |      | 7         |
| 태권도      |     |     |     |     | 4   | 6   | 6   |     |      |      |      |      | 16        |
| 테니스      |     |     |     |     |     |     |     | 1   | 4    |      |      |      | 5         |
| 배구        |     |     |     |     |     |     |     | 2   |      |      |      |      | 2         |
| 역도        |     |     |     |     |     | 3   | 3   | 3   | 3    | 3    |      |      | 15        |
| 윈드서핑    |     |     |     |     |     |     |     |     |      |      | 4    |      | 4         |
| 우슈        |     |     |     |     |     |     |     |     |      | 2    | 6    | 11   | 19        |
| 합계        | 0   | 0   | 0   | 6   | 36  | 30  | 20  | 16  | 32   | 30   | 50   | 42   | 262       |

## 대회

### 개회식
국무원 부총리 류옌둥이 12월 5일 빅토리아 만의 홍콩문화센터에서 열린 공식 개회식의 자리를 빛냈다. 이 개회식에서는 장대한 불꽃놀이와 큰 규모의 음악과 춤 공연이 특색을 이루었다. IOC 위원장 자크 로게와 일부 IOC 위원들도 개회식에 참석했다. 홍콩 행정장관 쩡인취안은 연설의 일부에서 다음과 같이 말했다. "스포츠를 통해 우리는 문화적 다양성, 우정, 그리고 우리들의 분야의 꿋꿋한 정신을 기념할 것입니다. 홍콩은 우리 모든 손님들과 방문객들에게 우정의 손을 뻗습니다." 뒤이어 성화가 빅토리아 만에 전달되고 성화대의 불이 밝혀지면서 개회식의 절정을 알렸다.

### 종목
2009년 동아시아 경기 대회에서는 22개 종목 (16개는 올림픽 종목)의 262개 세부 종목이 치러졌다. 동아시아 경기 대회 사상 가장 많은 종목이다.
| - 농구 (2) (자세히) - †당구 (8) (자세히) - †댄스스포츠 (10) (자세히) - 배구 (2) (자세히) - 배드민턴 (7) (자세히) - †볼링 (12) (자세히) - 사격 (4) (자세히) | - 사이클 (10) (자세히) - 도로 (3) - BMX (2) - 실내 (5) - 수영 (50) (자세히) - 수영 (40) - 다이빙 (10) | - †스쿼시 (7) (자세히) - 역도 (15) (자세히) - †우슈 (19) (자세히) - 투로 (12) - 산타 (7) - 윈드서핑 (4) (자세히) - 유도 (18) (자세히) - 육상 (46) (자세히) | - 조정 (13) (자세히) - 축구 (1) (자세히) - †7인제 럭비 (2) (자세히) - 탁구 (7) (자세히) - 태권도 (16) (자세히) - 테니스 (5) (자세히) - 하키 (2) (자세히) |

NB: † = 비올림픽 종목

### 폐회식
폐회식은 12월 13일 커우룽 홍콩 경기장에서 열렸다. 국가 입장 후 이어진 행사에서는 무대에 오른 퍼포먼스 아트 군중과 다음 개최지인 톈진 시장에게 동아시아 경기 대회기를 전달하는 것이 주요 볼거리였다. 다수의 국제 팝스타들과 함께 색깔, 꽃, 바다의 세가지 부문이 펼쳐졌다.

### 메달 집계
동아시안 게임에서는 총 262개의 금메달이 걸려 있었다. 다음은 최종 메달 집계이다.
  개최국
| 순위 | 국가                   | 금메달 | 은메달 | 동메달 | 합계 |
| ---- | ---------------------- | ------ | ------ | ------ | ---- |
| 1    | 중화인민공화국         | 113    | 73     | 46     | 232  |
| 2    | 일본                   | 62     | 58     | 70     | 190  |
| 3    | 대한민국               | 39     | 45     | 59     | 143  |
| 4    | 홍콩                   | 26     | 31     | 53     | 110  |
| 5    | 중화 타이베이          | 8      | 34     | 47     | 89   |
| 6    | 마카오                 | 8      | 9      | 12     | 29   |
| 7    | 조선민주주의인민공화국 | 6      | 8      | 11     | 25   |
| 8    | 몽골                   | 0      | 4      | 16     | 20   |
| 9    | 괌                     | 0      | 0      | 1      | 1    |
| 합계 | 합계                   | 262    | 262    | 315    | 839  |

## 참가 선수
2009년 존재하는 동아시아 경기 대회 협회 (EAGA) 9개국이 모두 2009년 동아시아 경기 대회에 참가했다. 가장 큰 대표팀은 중화인민공화국으로, 474명의 선수가 참가했다.
| - 중국 (474) - 중화 타이베이 (250) - 괌 (107) |  | - 홍콩 (438) - 일본 (427) - 조선민주주의인민공화국 (76) |  | - 대한민국 (325) - 마카오 (179) - 몽골 (97) |

## 반대와 논란

### 홍보 문제
홍콩청소년협회에서 18세에서 45세까지의 연령을 대상으로 530명을 설문 조사한 결과, 66%에 달하는 사람들이 대회가 12월 5일부터 13일까지 열렸다는 사실을 모르고 있었다. 불과 33%만이 마스코트를 알아볼 수 있었다. 이 대회가 제 5회 동아시아 경기 대회라는 것을 아는 사람은 33% 이하였다. 66%는 홍보가 부족했다고 응답했다.

## 같이 보기
- 동아시아 경기대회
- 2005년 동아시아 경기대회
- 2008년 하계 올림픽
- 아시안 게임
- 2010년 아시안 게임
- 2019년 아시안 게임